# 謝肉祭

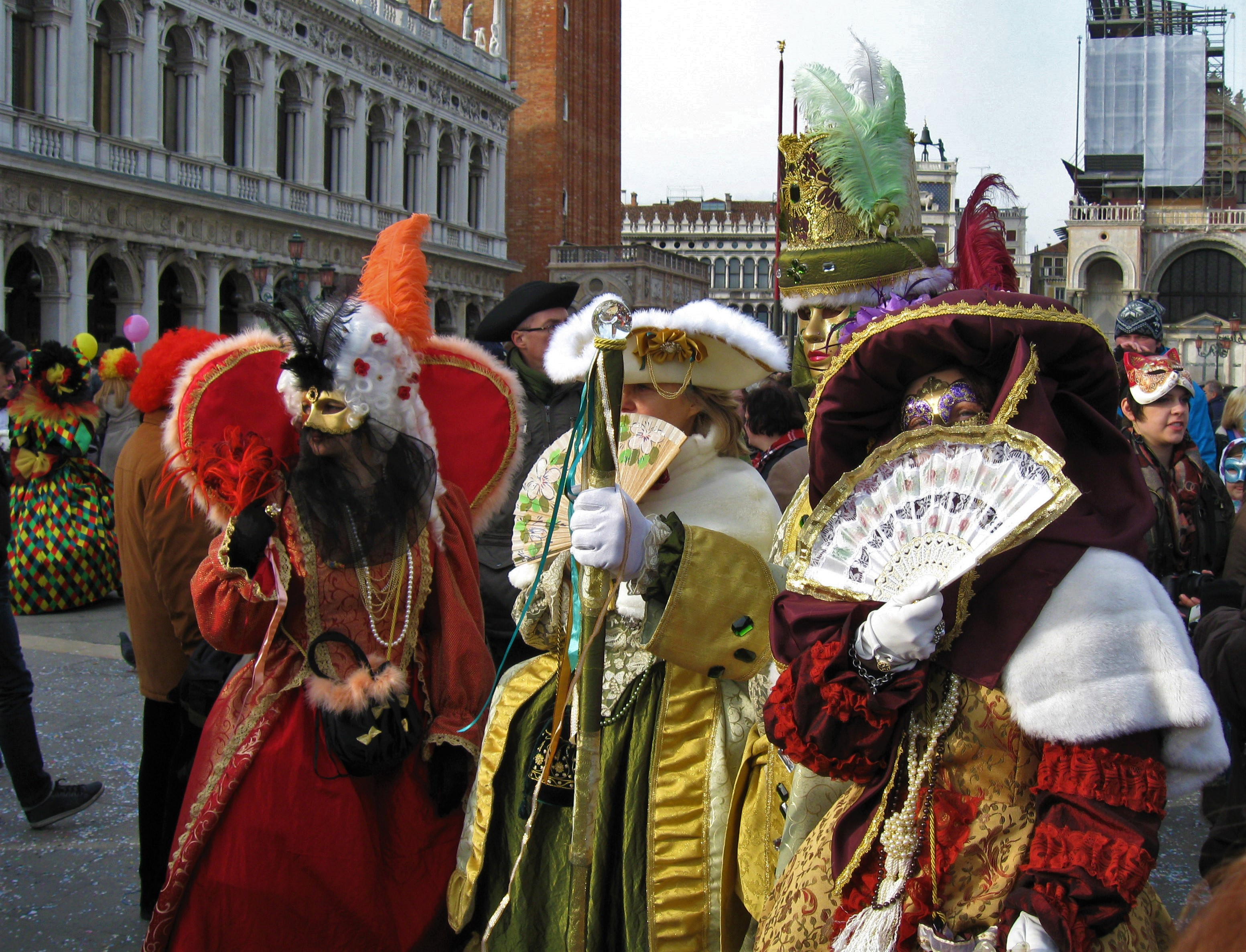
ヴェネツィア・カーニバルで仮面舞踏会のマスクを着用した人々

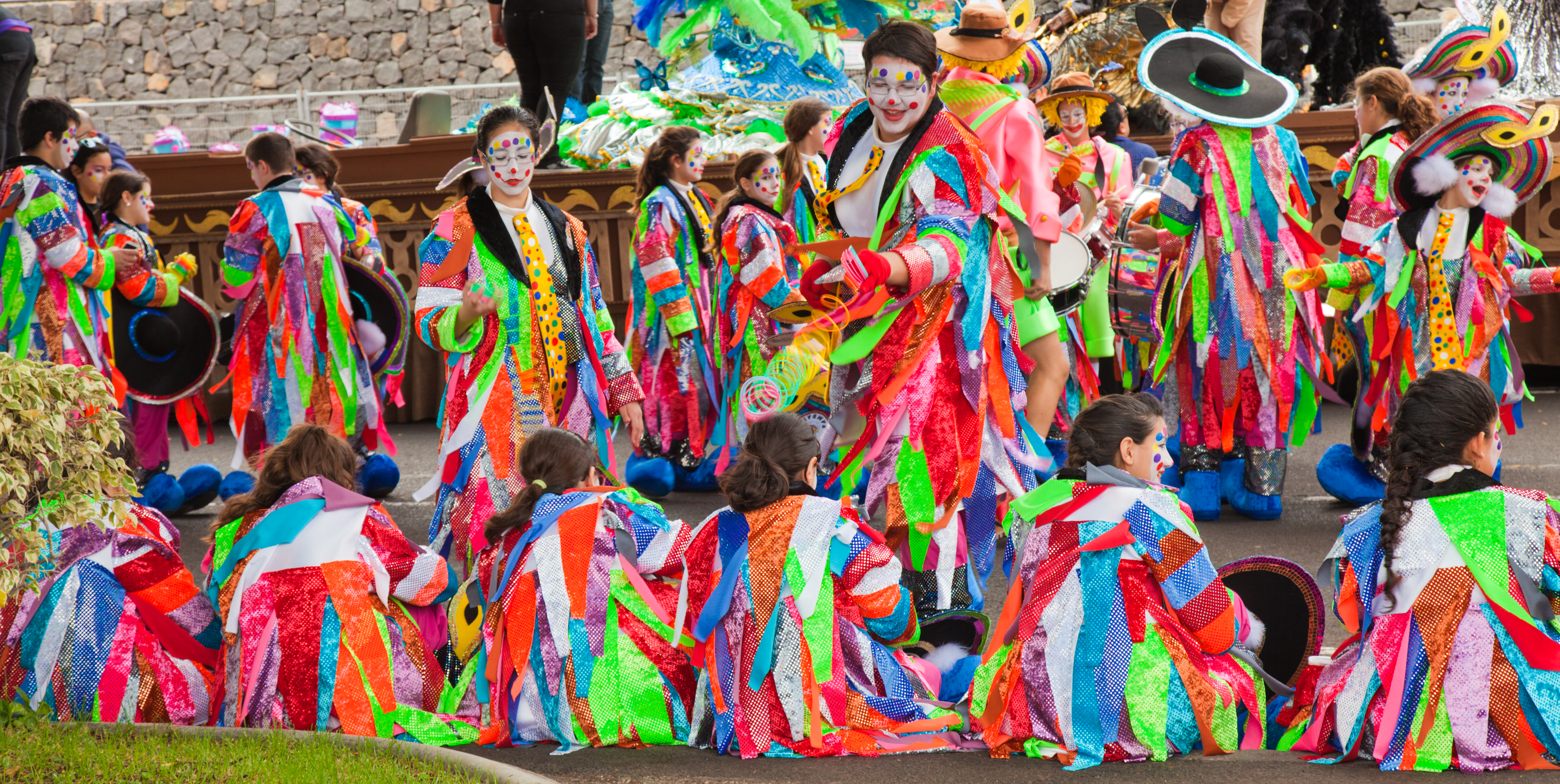
サンタ・クルス・デ・テネリフェのカーニバル

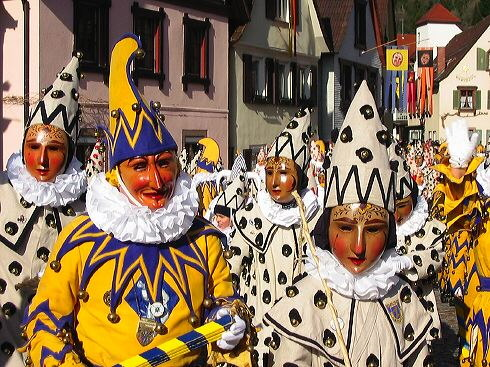
ドイツのヴォルファッハのカーニバルで、仮面をつけた人々

謝肉祭（しゃにくさい）またはカーニバル（英語: carnival）は、カトリック国、すなわちカトリックを主たる宗教とする国で四旬節の直前の期間に行われる祭である。
カトリックではかつて、四旬節の期間中は肉食を控えて良くない振る舞いも控える習慣・規則があったので、四旬節の直前に肉食を思い切り楽しみ羽目を外すようになったことが、この祭（お祭り騒ぎ、乱痴気騒ぎ）の直接の起源だと考えられている。ただしそれ以前の古い習慣も影響していると指摘する研究もある。　#語源と起源
なお「カトリック国」というのは、その国の主要な宗教・教派がカトリックである国で、ヨーロッパではイタリア、スペイン、ポルトガル、フランス、かつてはドイツ（ドイツは現在はカトリックとプロテスタントがほぼ同率）、モナコ、サンマリノ、アンドラなどであり、南米ではブラジル、アルゼンチン、ペルー、パラグアイなどで、中米諸国も多くがカトリック国であり、これらの国の多くでカーニバルの習慣が根付いた。
現在ではカトリック国でも四旬節の期間中に肉食を控えたり良くない振る舞いを控えることは行われなくなり、この祭の直接の動機は失われたが、
この時期に仮面をつけて仮装行列を行ったり菓子や花を投げるなどして羽目を外し大騒ぎを楽しむ習慣は祭として残っている。南米ブラジルではサンバのパレードを行い乱痴気騒ぎをする祭となった。現代ではそれにあやかってサンバのパレードを含む祭をカーニバルと呼ぶことがある。

## 語源と起源
カーニバルの語源は、この祭の起源と関係がある。

### 語源と各国の名称
カーニバルは、俗ラテン語の carnem（肉を）levare（取り除く）という表現に由来し、それをひとつの単語にしたcarnelevariumも語源となっている。
その結果、ローマ帝国の領域にあった各国では主にラテン語表現に沿って次のように呼ばれるようになった。
- イタリア語ではカルネヴァーレ (carnevale)
- スペイン語ではカルナバル (carnaval)
- ポルトガル語ではカルナヴァル (carnaval)
- フランス語ではカルナヴァル (carnaval)

上記の言語の影響を受け次の言語では次のように呼ばれる。
- 英語ではカーニヴァル (Carnival)
- オランダ語ではカーナヴァル (carnaval)、ヴァステンアーヴォンド (Vastenavond)
- ポーランド語ではカルナヴァウ (Karnawał)
- ドイツ語ではカーネヴァル (Karneval)、ファシング (Fasching)、ファストナハト (Fastnacht)

その他の国では、系統の違う表現が使われ、次のように呼ばれる
- ハンガリー語ではファルシャング (farsang)
- アイスランド語ではキョトクエズユハウティド (kjötkveðjuhátíð)
- スロベニア語ではプスト(pust)

### 起源
元々は四旬節が始まる「灰の水曜日」の前夜に開かれた、肉に別れを告げる宴のことを指した。
ドイツ語の「ファストナハト」などもここに由来し、「断食の前夜」の意で、四旬節の断食（大斎）の前に行われる祭りであることを意味する。
ただし、謝肉祭は古いゲルマン人の春の到来を喜ぶ祭りに由来するという説もある。七日の間、教会の内外で羽目を外した騒ぎを繰り返し、最後に自分たちの狼藉ぶりの責任を転嫁した大きな藁人形を火あぶりにする、というのがその原初的なかたちであったという。
カーニバルの語源は、この農耕祭で船を仮装した山車 carrus navalis（車・船の意）を由来とする説もあるが、断食の前という意味の方が古いという研究者もいる。

## 期間
期間は地域により異なるが、多くは1週間である。
最終日はほとんどの場合火曜日（灰の水曜日の前日）であり、一部の地域では、この火曜日をマルディグラ（肥沃な火曜日）、シュロブ・チューズデー（告解火曜日）、パンケーキ・デイなどといい、パンケーキを食べる習慣がある。これは、四旬節に入る前に卵を使い切るために生じた習慣でもある。
シュロブ・チューズデーの名は、かつて謝肉祭最終日、すなわち灰の水曜日前日に、皆が告解を行う習慣があったことに由来する。

## 歴史
イタリア、ヴェネツィアのカーニバルは1094年より行われている。

## 現在
カトリック国でも四旬節に肉食や良くない行いを控えるという規則・習慣は無くなったが、お祭り騒ぎは年中行事として残った。
また近年、カーニバルの仮装や乱痴気騒ぎは他国からの観光客まで引き寄せる力があるので、観光資源として活用している地域も多い。
ブラジルのカーニバル時期に行われるサンバ・パレードにあやかって、ロンドンのノッティング・ヒル・カーニバルや、東京の浅草サンバカーニバルのように、サンバ・パレードを含むお祭ならば、たとえ四旬節前とは全く異なる時期に開催されていようが、カーニバルと称するようになった。

## 世界各地のカーニバル

### 代表的なカーニバル
次のカーニバルが有名である。大陸別に挙げる。

#### 欧州

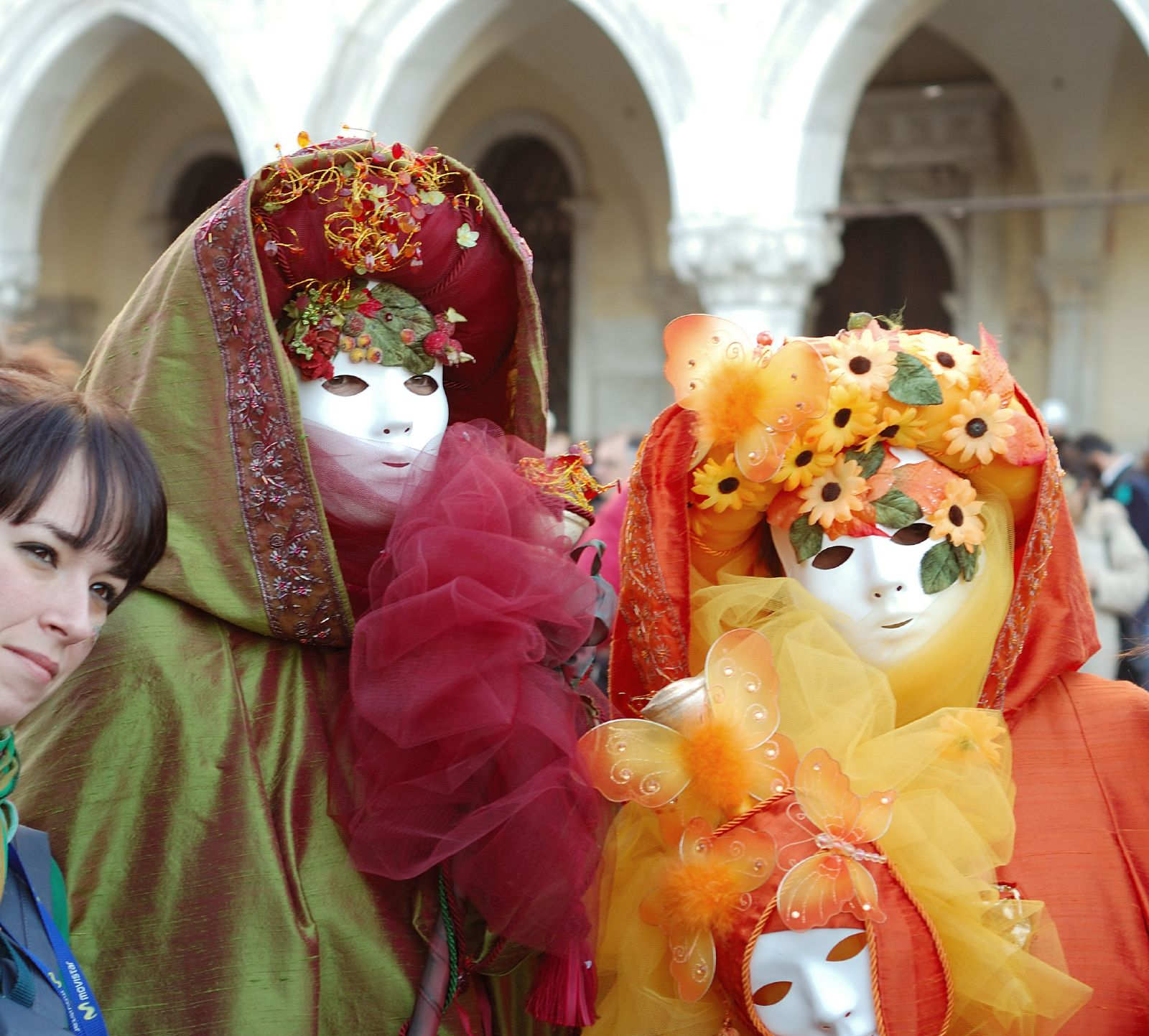
ヴェネツィアのカーニバル

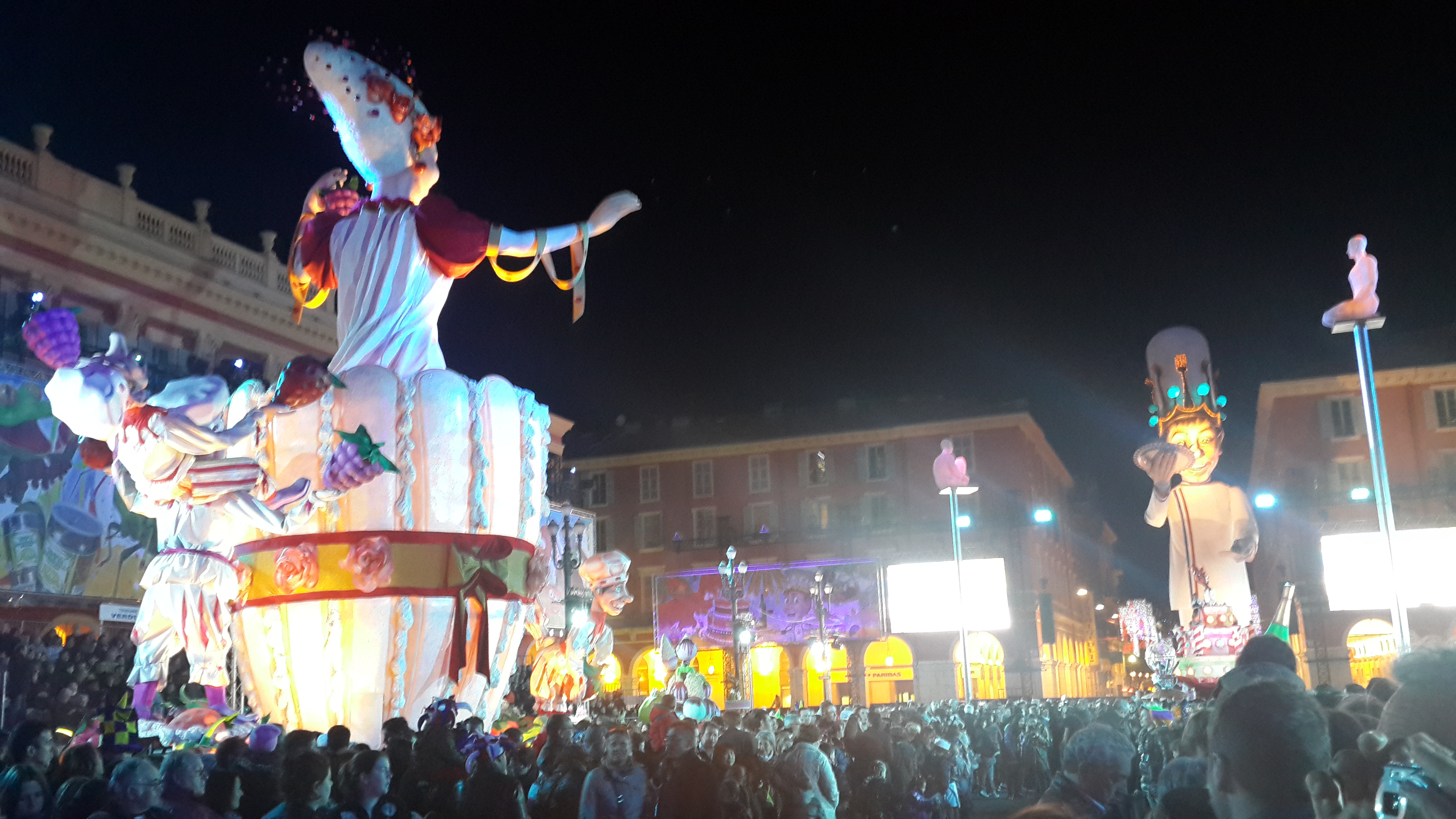
ニースのカーニバル

- ヴェネツィア（イタリア）
- イヴレア（イタリア）： オレンジ合戦（イタリア語版、英語版）で有名
- サンタ・クルス・デ・テネリフェ（スペイン）
- ランツ（スペイン）
- ニース（フランス）
- バンシュ（ベルギー、ユネスコの世界遺産に登録されたカーニバル）
- マーストリヒト（オランダ）
- デン・ボス（オランダ、オランダで最古）
- バーゼル（スイス）
- ケルン（ドイツ） - ドイツのカーニバルについては下節で説明。
- ノッティング・ヒル（イギリス）

#### 南米

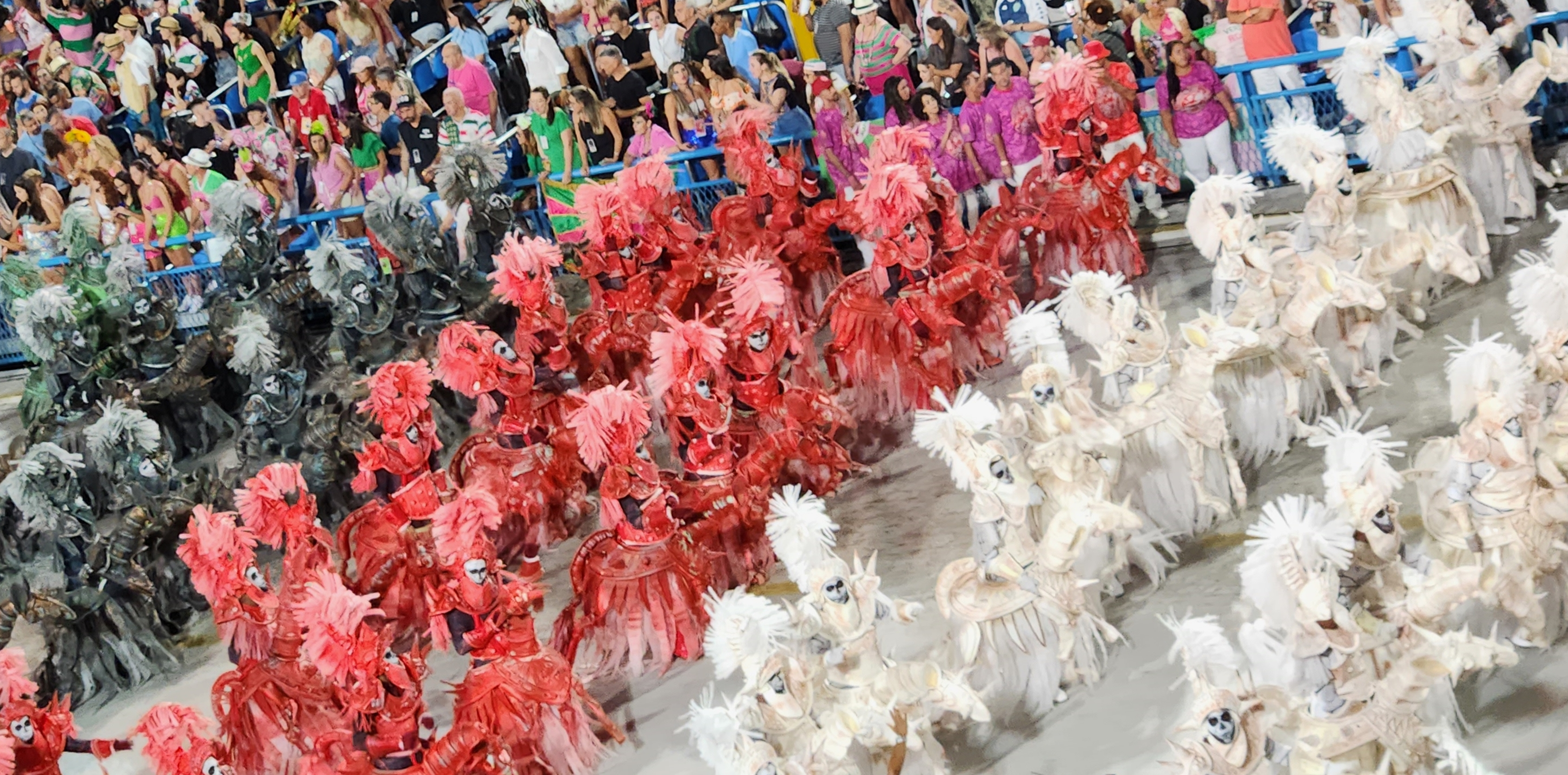
リオデジャネイロのカーニバル

- リオデジャネイロ（ブラジル）
- サルバドール（ブラジル）
- ポートオブスペイン（トリニダード・トバゴ）
- ウマウアカ（アルゼンチン、ウマウアケーニョで有名）
- オルロ（ボリビア）
- モンテビデオ（ウルグアイ、南米で一番期間が長い）

#### 中米、カリブ海
- カリブ海諸国

#### 北米

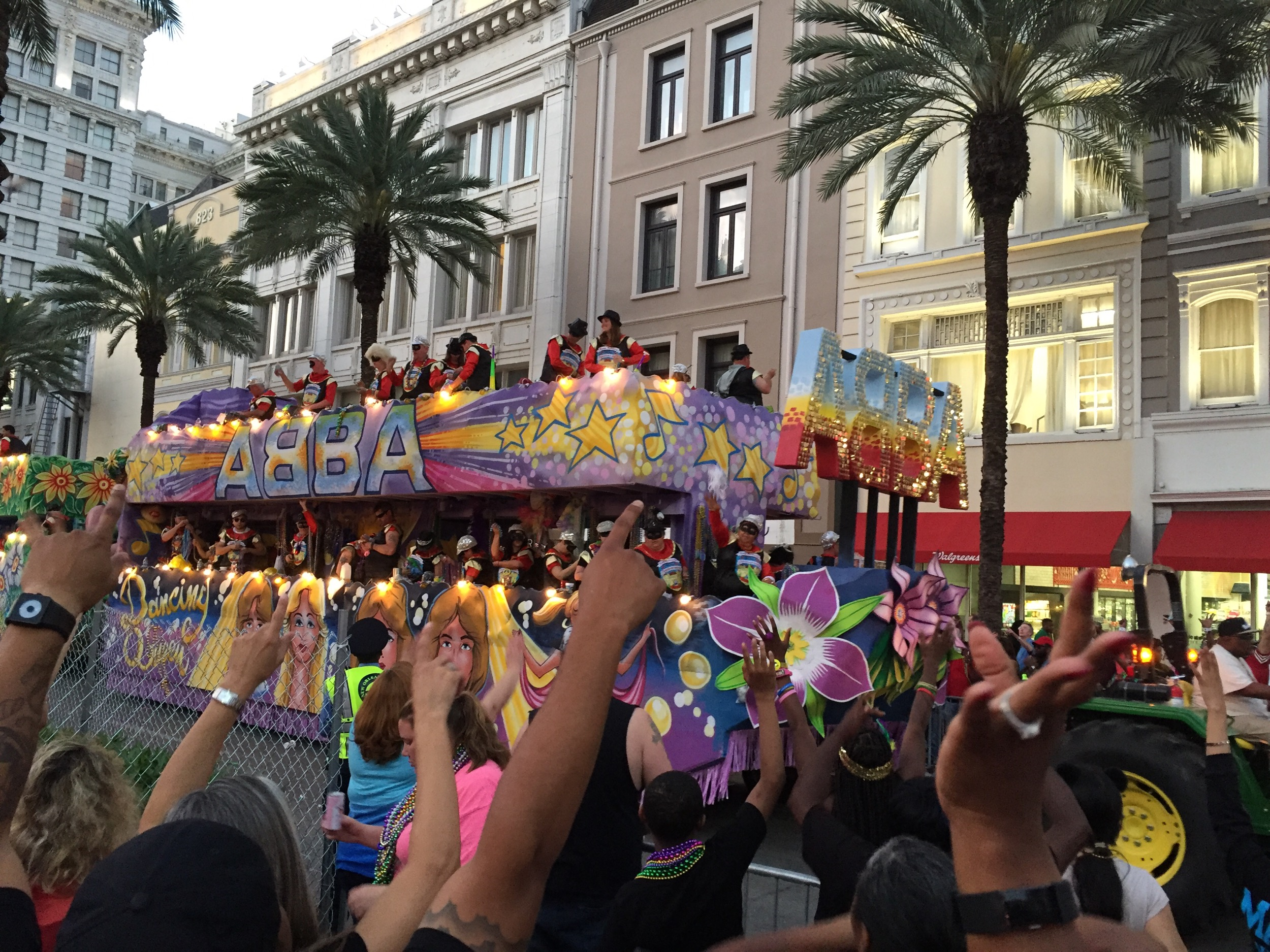
ニューオーリンズ・マルディグラ

- ニューオーリンズ（アメリカ合衆国）
- ケベック・シティー（カナダ）

### ドイツのカーニバル
ドイツでは、主にラインラントからバイエルン、アウガウなどカトリックの多い地域で行われ、「アラーフ!」（ケルン）、「ヘラウ!」（デュッセルドルフ）等独特の挨拶を交わし、仮装して祝う。地方により、謝肉祭は、ファシング、ファスナハトなど呼び方が異なる。薔薇の月曜日（Rosenmontag）には、ケルン・デュッセルドルフ・マインツ・アーヘン・ボンで薔薇の月曜日の行列（Rosenmontagsumzug）が繰り出し、「カメレ」という叫び声をあげる人々に向けて菓子を投げる。

## 謝肉祭に関する考察
謝肉祭に関して、各界の研究者から以下の様な論が表された。
- ジェームズ・フレイザーは『金枝篇』の中で、懺悔の火曜日や灰の水曜日に謝肉祭人形が焚殺される理由について、古代イタリアで行われた樹木の精霊の受肉者であるネーミの司祭殺害の儀式と同じく、春の始まりに謝肉祭の擬似人格である人形を殺し、復活・再生後の豊穣を約束してもらう儀礼的意味があると考えた[4]。
- エドマンド・リーチはエミール・デュルケームの『聖俗論』を下敷きに、都市部の謝肉祭における仮面舞踏会のような乱痴気騒ぎは、正常な社会生活に対する社会的役割を転倒させたパフォーマンスであるとし、俗から聖への移行を象徴的に表現したものと考えた[4]。
- ヴィクター・ターナーはリーチの論を承け、謝肉祭を「地位転倒の儀礼」と呼んだ。謝肉祭は集団や社会が自らを見つめなおす時であり、社会全体で反省する作用を持っていたが、その効力は資本主義の発達とともに薄れていったと説いた[4]。